# Kernkraftwerk Würgassen
Das Kernkraftwerk Würgassen (KWW) im Stadtteil Würgassen der Stadt Beverungen im ostwestfälischen Kreis Höxter bestand aus einem Siedewasserreaktor der 2. Generation. Es besaß eine elektrische Bruttoleistung von 670 MW und eine elektrische Nettoleistung von 640 MW.
Es wurde innerhalb von drei Jahren erbaut und von 1971 bis zum 26. August 1994 betrieben. Bei einer geplanten Revision wurden Haarrisse im Stahlmantel des Reaktorkerns gefunden. Die Betreiberin beantragte 1995 nach eingehender Untersuchung aus wirtschaftlichen Gründen eine Stilllegungs- und Abrissgenehmigung. Diese wurde durch die atomrechtliche Aufsichtsbehörde 1997 erteilt. 17 Jahre lang, bis 2014, wurde das Kernkraftwerk zurückgebaut und anschließend von radioaktiven Stoffen befreit, was insgesamt mehr als eine Milliarde Euro kostete. Von 455.000 Tonnen Rückbaumasse fielen etwa 5.000 Tonnen radioaktiver Abfall an. Ein Rückbau der verbliebenen Gebäude kann erst nach vollständiger Beräumung des Zwischenlagers für schwach- und mittelradioaktive Abfälle am Standort erfolgen. Dies erfordert die Annahmebereitschaft eines Bundesendlagers. Bis zu diesem Zeitpunkt verbleibt das Kernkraftwerk im Regelungsbereich des Atomgesetzes. Im März 2020 teilte die bundeseigene Gesellschaft für Zwischenlagerung öffentlich mit, dass sie auf dem Gelände des ehemaligen Kernkraftwerks ein zentrales Eingangslager für das Endlager Schacht Konrad plant; am 12. Dezember 2023 gab das Bundesumweltministerium jedoch bekannt, dass am Standort Würgassen kein solches Eingangslager errichtet werden soll.

## Standort
Die Gebäude des Kernkraftwerks Würgassen stehen im ostwestfälischen Weserbergland am rechten Weserufer in dem namensgebenden Dorf Würgassen nur wenige Kilometer entfernt vom Dreiländereck von Nordrhein-Westfalen mit Niedersachsen und Hessen. Nach der Eingemeindung Würgassens am 1. Januar 1970 durch § 2 Gesetz zur Neugliederung des Kreises Höxter gehört das Kernkraftwerk verwaltungsmäßig zur Stadt Beverungen im Kreis Höxter. Vom Norden bis zum Osten erhebt sich dort der Solling, ein waldreiches Mittelgebirge. Die größte Stadt in der Nähe ist Bielefeld mit rund 346.000 Einwohnern (Nordrhein-Westfalen, etwa 70 km westlich), andere Großstädte in der Nähe sind Kassel (Hessen, etwa 35 km südlich), Göttingen (Niedersachsen, etwa 40 km östlich) sowie Paderborn (Nordrhein-Westfalen, etwa 45 km westlich). Das nächste Kernkraftwerk, Grohnde, liegt 44 km Luftlinie entfernt nördlich ebenfalls an der Weser.

## Einrichtung und Inbetriebnahme
Gründe für die Wahl des Kernkraftwerksstandorts waren der zunehmende Energiebedarf in der Region Ostwestfalen, Südniedersachsen und Nordhessen sowie das durch die Weser zur Verfügung stehende Kühlwasser.
Der Bau des Reaktors begann am 26. Januar 1968 durch die AEG, die hier eine Vorläufergeneration zu dem Kraftwerkstyp Baulinie 69 (KWU) realisierte. Auch die Dampfturbinen wurden von AEG Telefunken geliefert. Es war das letzte Kernkraftwerk der AEG, bevor 1969 durch die Zusammenlegung der jeweiligen Kraftwerksaktivitäten von AEG und Siemens die Kraftwerk Union AG (KWU) entstand, die ab 1972 als Hersteller alle nachfolgenden AEG-Kernkraftprojekte übernahm. Der Bau kostete 400 Millionen DM. Bereits die Planungsphase war begleitet von erheblichen Protesten örtlicher Bürgerinitiativen. Zunächst mit nichtnuklearen Brennelementen zugelassen, erhielt das 1968 erbaute Kraftwerk im September 1971 die Genehmigung zur nuklearen Inbetriebnahme.
Am 20. Oktober 1971 wurde der Reaktor zum ersten Mal kritisch und ging damit als erstes in Deutschland vollständig kommerziell genutztes KKW in Betrieb; die Netzsynchronisation erfolgte am 18. Dezember 1971. Am 11. November 1975 begann der reguläre Betrieb mit der Übergabe an den Betreiber PreussenElektra. Nachfolgegesellschaft war ab 2000 die E.ON Kernkraft, die seit 2016 wieder unter dem Namen PreussenElektra firmiert.

## Anlage
Neben dem Kernreaktor bestand das Kernkraftwerk Würgassen aus dem Sicherheitsbehälter, dem Maschinenhaus, der Kraftwerkswarte, dem Abluftkamin, zwei Kühltürmen und dem Netzanschluss.

### Kühltürme
In Würgassen wurden zwei 49 m hohe Ventilatorkühltürme eingesetzt. Sie unterlagen dem normalen Baurecht und konnten somit vor der eigentlichen Anlage demontiert werden.

### Turbinenanlage
Der Turbosatz verfügte – als einzige Anlage in einem deutschen Kernkraftwerk – neben einer Hochdruck- und Niederdruckturbine auch über eine Mitteldruckturbine.

## Daten zur Betriebszeit des Kernkraftwerks Würgassen
In der Betriebszeit seit der Übergabe am 11. November 1975 bis zum 31. Dezember 1994 wurde das Kernkraftwerk Würgassen mehrmals abgeschaltet (28 % der Laufzeit):
- 1.309,0 Tage: 16 Revisionen
- 0.180,9 Tage: 42 geplante Stillstände
- 0.061,8 Tage: 63 Betriebsstörungen
- 0.064,6 Tage: 17 außerplanmäßige Reparaturen
- 0.386,0 Tage: 02 sonstige Anlässe (1989/90 Realisierung von Brandschutzmaßnahmen, 1994 Befunden am Kernmantel)

Bis Ende 1994 sind vom Kernkraftwerk Würgassen etwa 270 Tonnen bestrahlter Brennelemente an die französische Wiederaufarbeitungsgesellschaft Cogema geliefert worden.

## Zwischenfälle

### Ereignisse in den 1970er Jahren
Bereits vor dem kommerziellen Betrieb kam es zu einigen Problemen: 1972 gab es Schwierigkeiten mit Entlastungsventilen und mit einem Leck in der Kondensationskammer, 1973 wurden Risse an den Schweißnähten zwischen Frischdampf- und Entlastungsleitungen entdeckt, 1974 gab es einen Riss am Niederdruckläufer. Im selben Jahr wurden radioaktive Substanzen außerhalb des Kontrollbereichs gefunden.

### Flugzeugabstürze
1978 stürzte nahe Drenke und damit acht Kilometer vom Kernkraftwerk Würgassen entfernt ein britisches Kampfflugzeug vom Typ McDonnell F-4 Phantom II im Tiefflug ab und zerschellte. Das löste eine intensive Diskussion darüber aus, inwieweit Kernkraftwerke gegen Flugzeugabsturz genügend abgesichert sind. Der Betreiber PreussenElektra musste daraufhin einräumen, dass die sicherheitstechnisch wichtigen Anlagen des KKW Würgassen nur bis zu einer Aufprallgeschwindigkeit von 350 bis 450 km/h geschützt sind. In einem 30-km-Radius um das Kraftwerk stürzten außerdem ab: 1982 eine weitere Phantom sowie bereits 1966 und 1968 – also noch vor der Inbetriebnahme des Kernkraftwerks – je ein Hubschrauber des Typs Alouette II.

### Radioaktivitätsfreisetzung 1982
Am 20. August 1982 trat beim Auswechseln eines Sandfilters radioaktiver Staub aus, der nach Angaben des nordrhein-westfälischen Arbeitsministeriums unter der zulässigen Strahlendosis lag und durch dessen Austritt keine Personen betroffen waren. Der Journalist Günter Wallraff berichtet hingegen von 14 Arbeitern, die aufgrund dieses Vorfalls so stark „verstrahlt“ wurden, dass die kraftwerkseigene Dekontamination durch Duschen nicht genügte und die Arbeiter in der „Strahlenklinik in Düsseldorf“ untersucht werden mussten.

### Fund von Uran im Nachbarort
Ein Fall, der oft mit dem KKW Würgassen in Verbindung gebracht wurde, nach Erkenntnis der Ermittlungsbehörden aber tatsächlich nichts mit dem Kraftwerk zu tun hat, ist das nicht vollständig geklärte Auftauchen von radioaktivem Material in Lauenförde, einem Nachbarort von Würgassen, 2007. Hier wurden nach Hinweisen eines Mannes im Vorgarten seines Hauses 110 Gramm schwach angereichertes Uran gefunden, die der Besitzer nach eigenen Angaben 1992 selbst dort vergraben hatte.

## Stilllegung

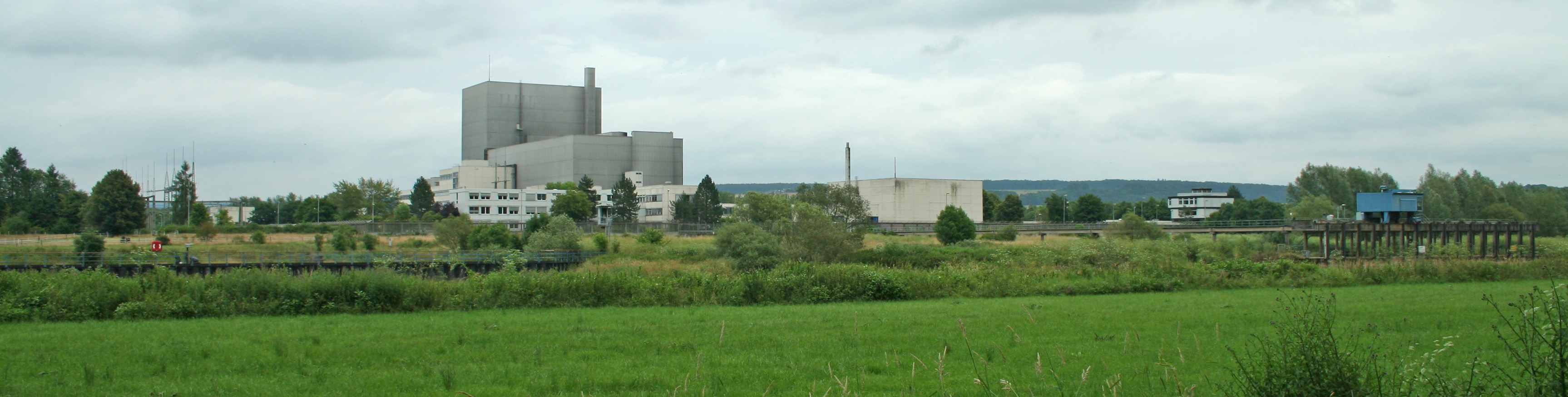
Das Betriebsgelände des Kernkraftwerks Würgassen 2009 – die Kühltürme sind bereits abgerissen

Geplant war ursprünglich ein Betrieb des Kraftwerkes bis ins Jahr 2010. Im Oktober 1994 entdeckte der TÜV in Zusammenarbeit mit der
Materialprüfungsanstalt der Universität Stuttgart bei einer Routineinspektion Haarrisse in einem Stahlzylinder (Kernmantel) am Reaktorkern, die eine Länge bis zu 60 mm hatten. Es konnte nicht festgestellt werden, ob diese Risse schon beim Bau entstanden waren oder erst während des Betriebs. Der Stahlmantel hat die Aufgabe der Wärmeleitung und soll keinen Druck abhalten. Als Mechanismus für die Risse am Kernmantel sowie an den Kerngitterplatten wurde aufgrund von zwei untersuchten Materialproben interkristalline Spannungsrisskorrosion festgestellt. Die Ursache wird in der Zusammensetzung des Werkstoffs sowie in der Glühbehandlung bei der Fertigung gesehen, durch die eine Sensibilisierung erfolgte.
Von der atomrechtlichen Aufsichtsbehörde wurde ein Austausch des Zylinders verlangt und ein neues Genehmigungsverfahren angekündigt. Dies erschien der PreussenElektra als unwirtschaftlich. Sie ging von einer Grundsanierung der Kerneinbauten aus, die mindestens 200 Millionen Mark gekostet und einen zweijährigen Stillstand verursacht hätte. Gegenüber dem Ministerium für Wirtschaft, Mittelstand und Technologie des Landes Nordrhein-Westfalen als atomrechtlicher Genehmigungs- und Aufsichtsbehörde erklärte PreussenElektra am 2. Juni 1995 die Absicht, das abgeschaltete Kernkraftwerk Würgassen aus wirtschaftlichen Gründen stillzulegen.
Bereits 12 Jahre zuvor mussten 1982 umfangreiche Nachrüstungen am Rohrsystem des Reaktors vorgenommen werden, da sich eine Vielzahl von Haarrissen zeigte. Dabei entstanden Kosten von insgesamt 480 Millionen DM und die allein zur Übernahme der Sanierungsarbeiten gegründete Arbeitsgemeinschaft aus Transnuklear GmbH und Heidelberger Kraftanlagen AG war später in den Atomskandal von Nukem und Transnuklear verwickelt.
Für die Stadt Beverungen war die Stilllegung des Kraftwerkes finanziell ein erheblicher Verlust, weil sie während des Betriebs Gewerbesteuereinnahmen in Millionenhöhe erhielt.

## Brennelementlagerbecken und Abfälle
Bis zum 31. Dezember 1994 waren im Brennelementlagerbecken des abgeschalteten Kernkraftwerks 632 Brennelementpositionen belegt, davon 117 (20 Tonnen Schwermetall) mit abgebrannten, 340 (59 Tonnen Schwermetall) mit teilabgebrannten Brennelementen, 175 mit sonstigen, zum Beispiel frischen Brennelementen.
Am 31. Dezember 1994 lagerten im Kernkraftwerk Würgassen ca. 1 600 m³ endlagerfähige radioaktive Abfälle mit vernachlässigbarer Wärmeentwicklung und ca. 270 m³ nichtwärmeentwickelnde Rohabfälle bzw. Reststoffe. Die radioaktiven Reststoffe wurden zur Dekontamination in die Forschungszentren Karlsruhe oder Jülich, zum Hochdruckverpressen und zum Betonieren zur GNS Gesellschaft für Nuklear-Service, zum Einschmelzen zur Siempelkamp Nukleartechnik GmbH und zum Verbrennen nach Studsvik (Södermanlands län, Schweden) gebracht.
Geplant ist nun, einen Teil der Bauschuttabfälle aufgrund konventioneller Anforderungen (PCB-Anhaftungen) in Herne bei der Firma Sita Remediation thermisch behandeln und beseitigen zu lassen. Dies bestätigte ein Sprecher des nordrhein-westfälischen Wirtschaftsministeriums im März 2013.
Im Januar 2020 hat die bundeseigene BGZ Gesellschaft für Zwischenlagerung die Betriebsführung für eines der beiden verbliebenen Zwischenlager am Standort des ehemaligen Kernkraftwerkes übernommen.

## Rückbau

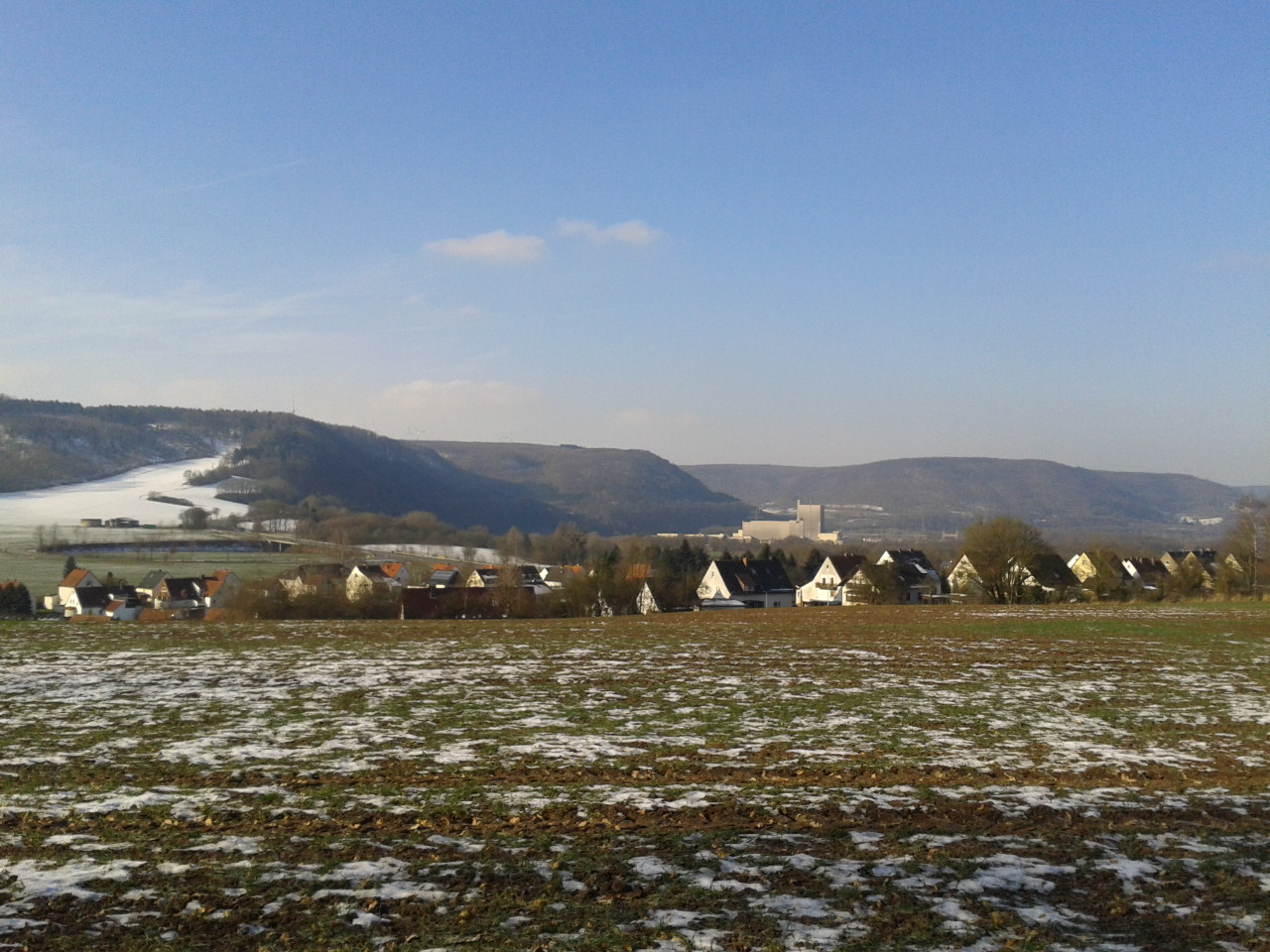
Auch 2015 sind die Gebäude des KKW noch unübersehbar (hier aus der Ferne von Herstelle aus)

Das Kernkraftwerk wurde bis Sommer 2014 rückgebaut. Es waren fast 50 Unternehmen mit insgesamt 440 Mitarbeitern mit dem Rückbau beschäftigt, davon 128 Mitarbeiter der E.ON-Gruppe und Personal des Kernkraftwerkes. Der Bauschutt wurde unter anderen auf den Deponien Wetro oder Cröbern in Sachsen eingelagert. 17 Jahre lang bis 2014 wurde das Kernkraftwerk für mehr als eine Milliarde Euro rückgebaut und dabei von radioaktiven Stoffen befreit. Von 455.000 Tonnen Rückbaumasse fielen etwa 5.000 Tonnen radioaktiver Abfall an. Ein Abriss der verbliebenen Gebäude kann erst nach vollständiger Beräumung des Zwischenlagers für schwach- und mittelradioaktive Abfälle am Standort erfolgen. Dies erfordert die Annahmebereitschaft eines Bundesendlagers. Aufgrund von Planungsunsicherheiten bezüglich der Endlagerung radioaktiver Abfälle wird sich der endgültige Abbau der Gebäude des ehemaligen Kernkraftwerks jedoch voraussichtlich „noch um viele Jahre verzögern“.
Ein Sprecher des Bundesamtes für Strahlenschutz (BfS) sagte im Oktober 2014, dass der Grund dafür, dass man jetzt keinen Abfall aus dem komplett zurückgebauten KKW Würgassen im Endlagerbergwerk Schacht Konrad einlagern könne, nichts mit den Verzögerungen bei Konrad zu tun habe. Der Grund sei vielmehr, dass die im Würgasser Zwischenlager befindlichen schwach- und mittelradioaktiven Abfälle teilweise noch nicht so vorbereitet seien, dass sie in Konrad eingelagert werden könnten (Stand: 21. Oktober 2014).

## Nachnutzung
Das Gelände des Kernkraftwerks Würgassen soll von den ursprünglich radioaktiv kontaminierten Kraftwerksbauten geräumt werden. Mit einer letzten Kontrollmessung am 29. August 2019 wurde die Kontaminationsfreiheit der verbliebenen Baustrukturen festgestellt. Das Reaktorgebäude bleibt bis auf weiteres stehen. Auf dem Gelände sind zwei Zwischenlager für radioaktive Stoffe eingerichtet.
Am 1. Januar 2020 übernahm die bundeseigene Gesellschaft für Zwischenlagerung (BGZ) die Betriebsführung eines der zwei Zwischenlager in Würgassen. Zeitgleich wurden auch an anderen Kernkraftwerksstandorten Zwischenlager für schwach- und mittelradioaktive Stoffe durch die BGZ übernommen. Diese Hallen befinden sich an den Standorten Biblis (zwei Lager), Obrigheim, Unterweser, Stade und Würgassen.
Anfang März 2020 wurde bekanntgegeben, dass auf dem Gelände des ehemaligen Kernkraftwerks Würgassen das zentrale Eingangslager für das Endlager Konrad, das 2027 fertig gestellt sein soll, errichtet wird. Hier soll eine oberirdische Halle aus Stahlbeton entstehen, die als Logistikzentrum für schwach- und mittelradioaktiven Abfall, vorgesehen zur Einlagerung in das Endlager Konrad, dient. Sie soll rund 325 Meter lang, 125 Meter breit und 16 Meter hoch sein. Im November 2020 wies die Bezirksregierung Detmold einen Widerspruch der BGZ gegen den Regionalplan wegen Fristversäumnis zurück. Laut diesem ist die Nutzung des Geländes als „Lager- und Umschlagplatz für jegliche Abfälle“ unzulässig. Am 12. Dezember 2023 gab das BMUV bekannt, dass am Standort Würgassen kein Logistikzentrum für das Endlager Konrad errichtet wird.

## Kritik

### Krebs in der Umgebung
1980 gelangten Studien, an denen u. a. auch die Universität Bremen mitarbeitete, zu dem Schluss, dass in einem Bereich von 15 bis 20 km (jedoch nicht näher als das) um das Kraftwerk eine signifikant erhöhte Fallzahl von Krebserkrankungen bei Kindern auftrat. Diese spezielle Konstellation wurde potenziell auf Kamin-Abgaben zurückgeführt. Die Studie wurde dann von der Universität Göttingen für den Zeitraum 1980 bis 1988 fortgeführt, wobei zwar eine Erhöhung gefunden wurde, die aber diesmal nicht signifikant war.

### Greenpeace-Protest gegen Abtransport der Brennelemente
Die Umweltschutzorganisation Greenpeace protestierte im April 1996 gegen den Abtransport der Brennelemente aus dem stillgelegten Kernkraftwerk in die französische Wiederaufarbeitungsanlage La Hague und befestigte dabei eine Stahlkiste an den Werksgleisen der Eisenbahn. Nach Ansicht von Greenpeace war der Transport unnötig und gefährdete die Bevölkerung; die Brennelemente sollten vielmehr im Kernkraftwerk bleiben, bis es ein fertiges Endlager gäbe. Der Abtransport der Castorbehälter wurde so um elf Tage verzögert.

### Widerstand gegen Einrichtung des Logistikzentrums
Die bis 2027 geplante Fertigstellung des zentralen Eingangslagers für das Endlager Konrad auf dem Gelände des ehemaligen Kernkraftwerks Würgassen stieß in der Region auf vielfache Kritik. Aus Sicht von Gegnern des Logistikzentrums sei der Standort ungeeignet, das Auswahlverfahren fragwürdig. So zähle die Gegend um Würgassen zu den "verkehrsmäßig am schlechtesten ausgebauten Regionen Deutschlands". Die Lagerhalle liege zudem im Überschwemmungsgebiet der Weser. Eine Online-Petition an den deutschen Bundestag unterzeichneten rund 12.000 Menschen.

## Daten des Reaktorblocks
Während der Laufzeit wurden 72.922 GWh Strom erzeugt.
Das Kernkraftwerk Würgassen besaß einen Kraftwerksblock:
| Reaktorblock    | Reaktortyp         | AEG-Baulinie                        | elektrische Nettoleistung | elektrische Bruttoleistung | thermische Reaktorleistung | Baubeginn     | Netzsyn- chronisation | Kommer- zieller Betrieb | Abschal- tung |
| --------------- | ------------------ | ----------------------------------- | ------------------------- | -------------------------- | -------------------------- | ------------- | --------------------- | ----------------------- | ------------- |
| Würgassen (KWW) | Siedewasserreaktor | 2. Generation vor Baulinie 69 (KWU) | 640 MW                    | 670 MW                     | 1912 MW                    | 26. Jan. 1968 | 18. Dez. 1971         | 11. Nov. 1975           | 26. Aug. 1994 |

## Anhang

### Belege
1. ↑  Kernenergie in Deutschland: Jahresbericht 2006. Deutsches Atomforum e. V., Berlin 2006. ISSN 1611-9592, S. 58
2. 1 2 3 4  Power Reactor Information System der IAEO: „Germany, Federal Republic of: Nuclear Power Reactors“ (englisch)
3. ↑  Gerd Rosenkranz: Risse im AKW Würgassen. In: Die Tageszeitung: taz. 1. Oktober 1994, ISSN 0931-9085, S. 6 (taz.de [abgerufen am 20. Mai 2024]).
4. ↑  Hannoversche Allgemeine Zeitung Nr. 242 vom 17. Oktober 2014 Seite 6: Michael B. Berger: „Der Letzte macht das Licht aus. Das erste kommerziell genutzte Atomkraftwerk ist in 17 Jahren mit großer Akribie entkernt worden – Würgassen an der Oberweser.“
5. ↑  Bielefeld – Aktuelle Einwohnerzahlen. Abgerufen am 25. April 2023.
6. ↑  Chronik zum Kernkraftwerk Würgassen (Memento vom 6. September 2011 im Internet Archive) auf den Seiten des Betreibers E.ON Kernkraft
7. ↑  Video der EON Kernkraft zum KKW Würgassen: Dokumentarfilmreihe: Rückbau Kernkraftwerk Würgassen: Abbruch der Kühltürme
8. ↑  Kernkraftwerk Würgassen – 12 Jahre erfolgreicher Rückbau Broschüre des Betreibers zum Rückbau des KKW, Seite 8
9. ↑  Mathias Brüggemann: Im Zwischenlager Würgassen lagern noch 5.000 Tonnen radioaktiver Müll. In: Neue Westfälische. Zeitungsverlag Neue Westfälische GmbH & Co. KG, 1. Oktober 2020, abgerufen am 20. Mai 2024.
10. ↑  Gutes Gewissen. In: Der Spiegel. 21. Juli 1974, ISSN 2195-1349 (spiegel.de [abgerufen am 20. Mai 2024]).
11. ↑  Der Spiegel 38/1978 abgerufen im Mai 2010
12. ↑  Deutscher Bundestag: Besondere Sicherheitsrisiken durch den Betrieb des Atomkraftwerks Würgassen (Nordrhein-Westfalen). (PDF) In: Drucksache 10/3167. 11. April 1985, abgerufen am 15. Januar 2020.
13. ↑  Kleine Anfrage: "Unfall im Atomkraftwerk Würgassen". In: Niedersächsischer Landtag (Hrsg.): Drucksache 10/139. 2. September 1982.
14. ↑  Kernkraftwerk Würgassen KWW. atom-aktuell.de, 21. Februar 2014, abgerufen am 13. November 2018.
15. ↑  Günter Wallraff: Ganz unten. Kiepenheuer & Witsch eBook, 2017, ISBN 978-3-462-30591-3 (google.de [abgerufen am 15. Januar 2020]).
16. ↑  Spiegel Online vom 2. März 2007: Uran im Garten – Herr der Pellets
17. ↑  Udo Leuschner – Oktober 1994 – Risse im Reaktor-Kernmantel des KKW Würgassen entdeckt
18. ↑  Max Rauner: Vom Kernkraftwerk zur grünen Wiese. In: Berliner Zeitung. 1. Juli 2003, abgerufen am 9. Juni 2015.
19. ↑  Energie Chronik Udo Leuschner abgerufen im Mai 2010
20. ↑  Klaus Traube: Der Atom-Skandal. Rowohlt Taschenbuch GmbH, Reinbek 1988, ISBN 3-499-12472-6, S. 27.
21. ↑  Land NRW genehmigt Lagerung von PCB-haltigem Akw-Müll in Herne. In: Westdeutsche Allgemeine Zeitung. Funke Mediengruppe, 22. März 2013, abgerufen am 4. Mai 2013.
22. ↑  Würgassen – Zwischenlager.info. Abgerufen am 22. April 2020 (deutsch).
23. ↑  Direkter Rückbau (Memento vom 18. Oktober 2014 im Internet Archive)
24. ↑  Abriss dauert insgesamt 30 Jahre. HNA-Online-Bericht vom 4. März 2014.
25. ↑  Sächsische Zeitung: Bauschutt von Atomkraftwerk kommt nach Sachsen vom 12. August 2014
26. ↑  Hannoversche Allgemeine Zeitung Nr. 242 vom 17. Oktober 2014 Seite 6: Michael B. Berger: „Der Letzte macht das Licht aus. Das erste kommerziell genutzte Atomkraftwerk ist in 17 Jahren mit großer Akribie entkernt worden – Würgassen an der Oberweser.“
27. ↑  Abriss dauert insgesamt 30 Jahre. HNA-Online-Bericht vom 4. März 2014.
28. ↑  Hannoversche Allgemeine Zeitung Nr. 245 vom Dienstag, 21. Oktober 2014 Seite 6: Michael B. Berger: „Im Schacht Konrad rotieren die Bagger. Künftiges Lager für schwachradioaktiven Atommüll wird kräftig ausgebaut / Fertigstellung noch ungewiss.“
29. ↑  Westfalenblatt: KKW-Wuergassen-10.000-Faesser-mit-mittel-und-schwachradioaktivem-Schutt-bis-mindestens-2027-im-Zwischenlager-BGZ-uebernimmt-Fuehrung-in-Wuergassen, abgerufen am 7. März 2020
30. ↑  Rheinische Post online:Entscheid-des-BGZ-in-Wuergassen-entsteht-ein-zentrales-Zwischenlager-fuer-Atomabfaelle abergrufen am 7. März 2020
31. ↑  Westfalenblatt: KKW-Wuergassen-10.000-Faesser-mit-mittel-und-schwachradioaktivem-Schutt-bis-mindestens-2027-im-Zwischenlager-BGZ-uebernimmt-Fuehrung-in-Wuergassen, abgerufen am 7. März 2020
32. ↑  Home | Logistikzentrum für das Endlager Konrad. Abgerufen am 7. März 2020.
33. ↑  Hendrik Kranert-Rydzy: Logistikzentrum für Endlager Konrad entsteht in Würgassen – BGZ Gesellschaft für Zwischenlagerung mbH. Abgerufen am 7. März 2020 (deutsch).
34. ↑  Der Spiegel: Wuergassen Atommuelllager im Laenderdreieck Nordrhein-Westfalen Niedersachsen-und Hessen geplant, abgerufen am 7. März 2020
35. ↑  Hendrik Kranert-Rydzy: Logistikzentrum für Endlager Konrad entsteht in Würgassen – BGZ Gesellschaft für Zwischenlagerung mbH. Abgerufen am 7. März 2020 (deutsch).
36. ↑  Behörde hält Pläne zu Atomlager Würgassen für unzulässig. In: Welt online. 11. November 2020, abgerufen am 17. September 2021.
37. ↑  BMUV: kein Logistikzentrum für das Endlager Konrad
38. ↑  IPPNW-Artikel Kinderkrebs um Atomkraftwerke (Memento vom 7. April 2013 im Internet Archive)
39. ↑  Homepage der Antiatomkraftbewegung abgerufen im Mai 2010
40. ↑  Bürgerinitiative mit Gutachten zu Atommüll-Lager in Würgassen. 17. Dezember 2020, abgerufen am 19. Februar 2021.
41. ↑  Bürgerinitiative "Atomfreies 3-Ländereck": Worum geht es? Abgerufen am 19. Februar 2021 (deutsch).
42. ↑  Verhindert den Bau eines Atommülllagers im Ländereck NRW, Hessen & Niedersachsen - Online-Petition. Abgerufen am 19. Februar 2021.
43. ↑  Kernenergie in Deutschland. Jahresbericht 2006. Deutsches Atomforum e. V., Berlin 2006. ISSN 1611-9592, S. 58